# Thonburi
Thonburi (thailändisch ธนบุรี) ist einer der 50 Bezirke (Khet) von Bangkok, der Hauptstadt von Thailand. Es liegt am westlichen Ufer des Mae Nam Chao Phraya (Chao-Phraya-Fluss).
Thonburi war bis 1971 der Name einer eigenständigen Provinz, die alle westlich des Chao Phraya gelegenen Bezirke des heutigen Bangkok umfasste. Von 1768 bis 1782, während der Herrschaft König Taksins war Thonburi sogar die Hauptstadt des siamesischen Reiches, das in dieser Zeit deshalb auch Königreich Thonburi genannt wurde. Dessen Palast stand allerdings nicht im heutigen Bezirk Thonburi, sondern im benachbarten Bangkok Yai. Über den Verwaltungsbezirk dieses Namens hinaus wird „Thonburi“ bis heute auch allgemeiner für die am westlichen Ufer des Chao Phraya gelegenen Teile Bangkoks verwendet. Der historische Bahnhof Thonburi etwa liegt nicht im eigentlichen Bezirk Thonburi, sondern in Bangkok Noi.
Thonburi grenzt an sieben andere Bezirke, im Uhrzeigersinn von Norden: Bangkok Yai, Phra Nakhon (auf dem anderen Ufer des Chao Phraya), Khlong San, Bang Kho Laem (auf dem anderen Ufer des Chao Phraya), Rat Burana, Chom Thong und Phasi Charoen.

## Geschichte
1768 machte der neu ernannte König Taksin Thonburi zu seiner Hauptstadt, nachdem die alte Hauptstadt Ayutthaya durch die Birmanen zerstört worden war. Von hier aus festigte er die Herrschaft über ganz Siam.
Zu jener Zeit war Bangkok ein kleines Fischerdorf am gegenüberliegenden Flussufer, beide Orte galten unter den Europäern als „Ort mit den zwei Festungen“.
Der heutige Bezirk Thonburi wurde zunächst Amphoe Ratchakhrue (Thai: ราชคฤห์) genannt, da ein gleichnamiger Tempel (Wat) in der Nähe lag. Am 11. Juli 1916 wurde er in Amphoe Bang Yi Ruea umbenannt, da sich die Verwaltung in diesem Khet befand. Schließlich bekam er am 17. April 1939 seinen heutigen Namen. Zu jener Zeit gehörte er noch zur Provinz Thonburi. Diese wurde 1971 auf Anordnung der damaligen Militärjunta mit der östlich des Chao Phraya gelegenen ehemaligen Provinz Phra Nakhon zunächst zur „Hauptstadtprovinz Bangkok-Thonburi“ (Changwat Nakhon Luang Krung Thep–Thon Buri) vereinigt. Ein Jahr darauf wurde diese dann in die heutige besondere Verwaltungseinheit Bangkok Metropolis (Krung Thep Maha Nakhon) umgewandelt.

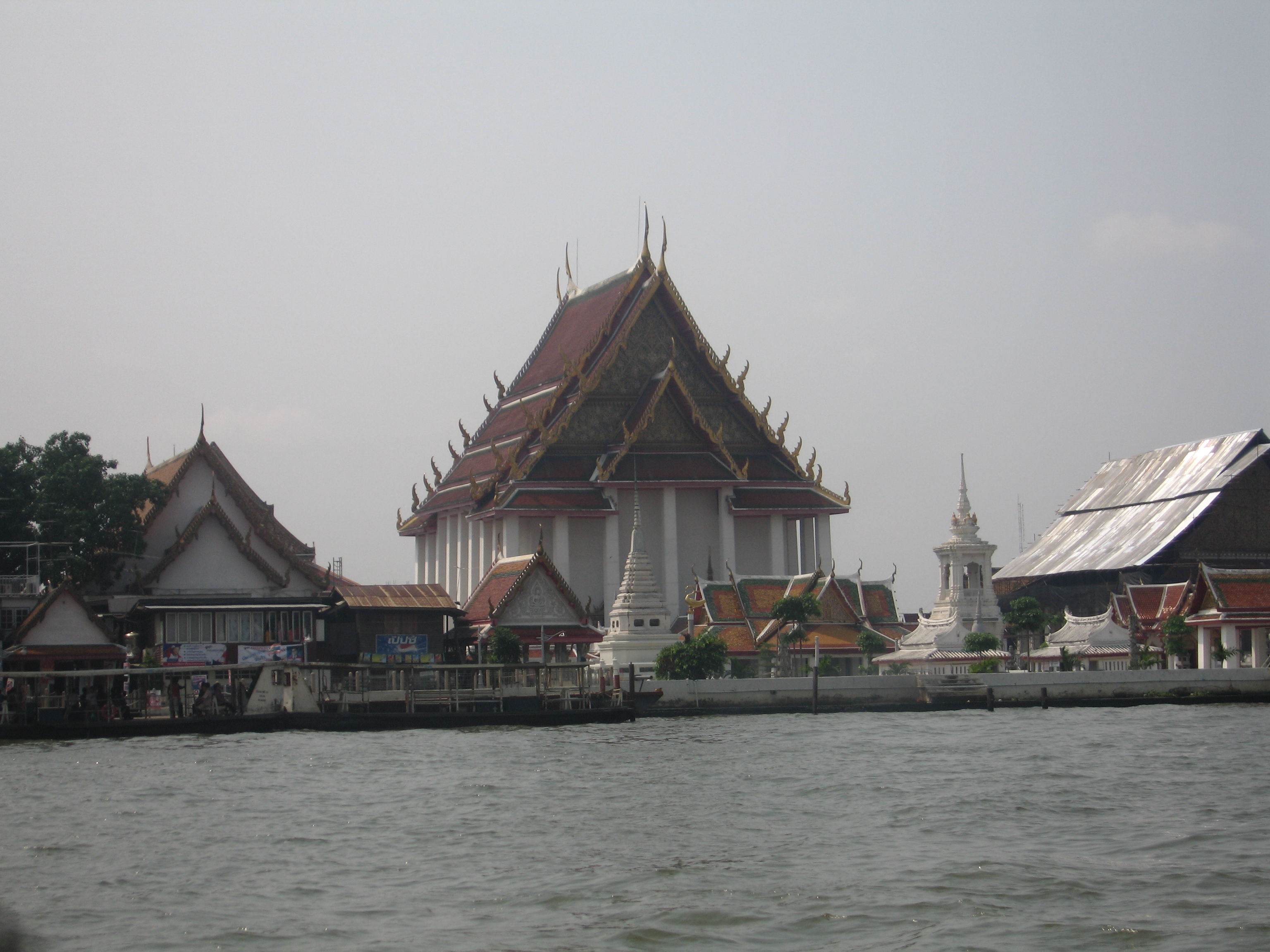
Wat Kalayanimit vom Fluss aus gesehen

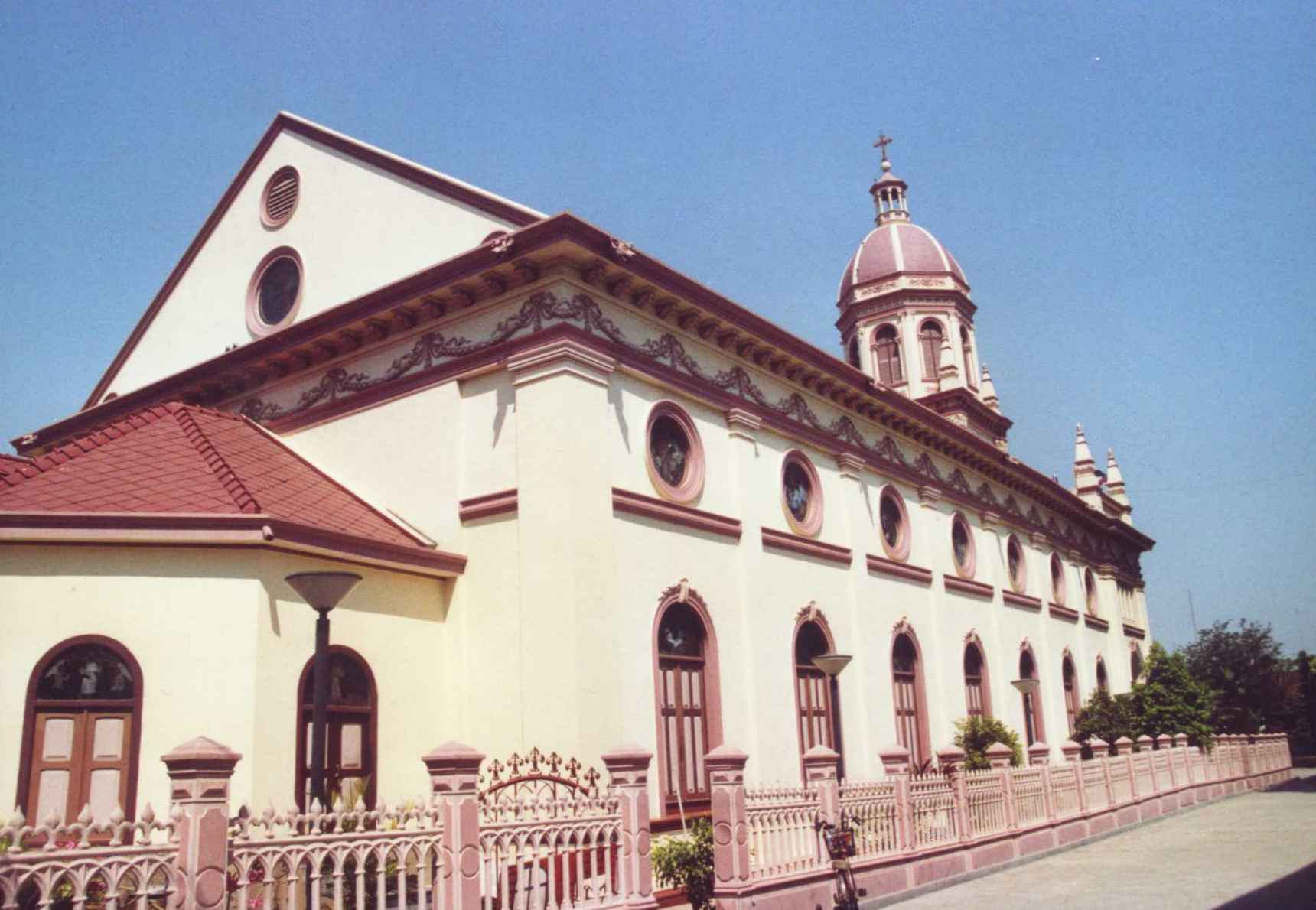
Santa-Cruz-Kirche

## Sehenswürdigkeiten

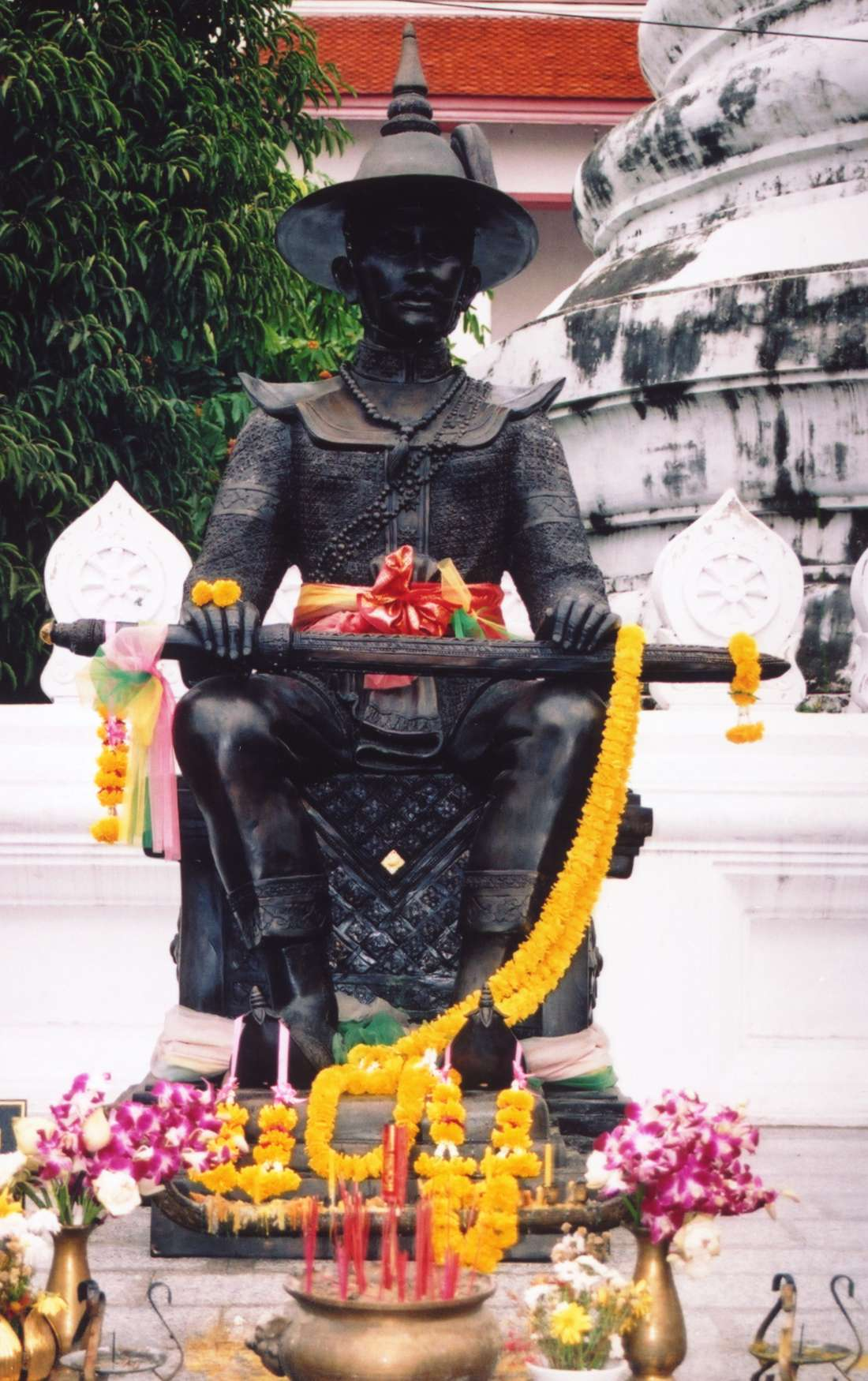
Taksin-Statue im Wat Welurachin

- Taksin-Monument mitten auf dem großen Kreisverkehr Wong Wian Yai (วงเวียนใหญ่); das Bildnis ist von Prof. Silpa Bhirasri gestaltet und wurde am 17. April 1954 enthüllt.[4]
- Santa-Cruz-Kirche – wurde bereits Ende des 18. Jahrhunderts am Ufer des Chao Phraya erbaut, als Thonburi die Hauptstadt des neuen siamesischen Reiches geworden war. Zu jener Zeit wohnten in dieser Gegend viele portugiesische Kaufleute und Missionare.
- Wat Kalayanimit (Umschrift auch als „Kanlayanimitr“) – großer buddhistischer Tempel (Wat) am Ufer des Chao-Phraya-Stromes. Der riesige sitzende Buddha im Haupt-Wihan wird Luang Phor Thor, von der chinesischen Bevölkerung allerdings Sam Po Kong genannt. Auf dem Tempelgelände befindet sich außerdem die größte Bronze-Glocke von Thailand.
- Wat Intharam Worawihan – buddhistischer Tempel (Wat) mit vielen chinesischen Stilelementen. Dieser Tempel wurde bereits von König Taksin renoviert. Seine Asche ist hier in einer großen Chedi beigesetzt.
- Bahnhof Wong Wian Yai – Ausgangspunkt für einen pittoresken Bahnausflug parallel zum Khlong Mahachai (welcher der Bahnlinie seinen Namen gab) bis nach Samut Sakhon an der Mündung des Mae Nam Tha Chin (Tha-Chin-Fluss) in den Golf von Thailand (siehe Weblinks).

## Verkehr
- Die Phra-Phutthayotfa-Brücke (auch Memorial Bridge genannt) verbindet den Norden des Bezirks Thonburi mit dem Bezirk Phra Nakhon auf der „Rattanakosin-Insel“. Zu ihrer Entlastung wurde unmittelbar daneben die Phra-Pokklao-Brücke errichtet.
- Die Rama-III.-Brücke verbindet den Süden des Bezirks mit dem gegenüberliegenden Bang Kho Laem
- Am Wong Wian Yai (großer Kreisverkehr) liegt der Bahnhof Wong Wian Yai. Von hier aus führt die „Mae-Klong-Bahn“ genannte Vorortbahnstrecke bis hinunter zum Ufer des Mae Nam Tha Chin bei Samut Sakhon.[5]
- Durch Thonburi führt seit 2013 die Silom-Linie (dunkelgrün) des Bangkok Skytrain (BTS). Sie hat auf dem Gebiet des Bezirks drei Haltestellen: Pho Nimit, Talat Phlu und Wutthakat.

## Ausbildung
Im Bezirk Thonburi befinden sich die Rajabhat-Universität Bansomdejchaopraya sowie die Rajabhat-Universität Thonburi.

## Verwaltung
Der Bezirk ist in sieben Unterbezirke (Khwaeng) eingeteilt:
| Nr. | Name Khwaeng | Thai     | Einw.  |
| --- | ------------ | -------- | ------ |
| 1.  | Wat Kanlaya  | วัดกัลยาน์  | 10.112 |
| 2.  | Hiran Ruchi  | หิรัญรูจี    | 13.259 |
| 3.  | Bang Yi Ruea | บางยี่เรือ  | 23.433 |
| 4.  | Bukkhalo     | บุคคโล    | 17.749 |
| 5.  | Talat Phlu   | ตลาดพลู   | 17.872 |
| 6.  | Dao Khanong  | ดาวคะนอง | 18.411 |
| 7.  | Samre        | สำเหร่    | 16.700 |